# Epiplema scissata
Epiplema scissata är en fjärilsart som beskrevs av Walker 1866. Epiplema scissata ingår i släktet Epiplema och familjen Uraniidae. Inga underarter finns listade i Catalogue of Life.